# Southeast Gateway Line
El Proyecto Southeast Gateway Line (SGL), (Enlace Sureste), es un tren ligero bajo construcción por la Autoridad de Transporte Metropolitano del Condado de Los Ángeles en Los Ángeles, California. Una línea nueva de tren ligero para el Metro de Los Ángeles. La ruta será por la antigua vía de ferrocarril Pacific Electric West Santa Ana Branch de norte-sur del Centro de Los Ángeles para Artesia. La construcción del proyecto comenzó en 2024 y tiene fecha de apertura para 2035.

## Historia
La línea West Santa Ana Branch de Pacific Electric funcionó de norte a sur entre el Centro de Los Ángeles y la ciudad  de Santa Ana del Condado de Orange. Funciono desde 1904 hasta 1958 luego de ser desmantelada y convertida en servicio de autobús. El costo completo del proyecto está estimado en 8.6 mil millones de dólares.
Está previsto que la línea se construya en dos fases: la primera fase desde la estación Slauson, Línea A, hasta estación Pioneer y el segmento restante de túnel norte para Union Station se completará más adelante. La primera obra se inició en diciembre de 2024 y las operaciones comenzarán en 2035.

## Estaciones
| Estación                   | Conexiones | Apertura | Barrio               |
| -------------------------- | ---------- | -------- | -------------------- |
| Union Station              | Metrolink  | TBD      | Downtown Los Ángeles |
| Little Tokyo/Arts District |            | TBD      | Downtown Los Ángeles |
| Arts/Industrial District   |            | TBD      | Downtown Los Ángeles |
| Slauson                    |            | 2035     | Downtown Los Ángeles |
| Pacific/Randolph           |            | 2035     | Huntington Park      |
| Florence/Salt Lake         |            | 2035     | Bell                 |
| Firestone                  |            | 2035     | South Gate           |
| Gardendale                 |            | 2035     | Downey               |
| I-105/C Line               |            | 2035     | Paramount            |
| Paramount/Rosecrans        |            | 2035     | Paramount            |
| Bellflower                 |            | 2035     | Bellflower           |
| Pioneer                    |            | 2035     | Artesia              |

## Propuesta de extensión hacia el condado de Orange
Metro está evaluando una estación opcional en Cerritos, California en Bloomfield Avenue (justo al norte de la línea entre los condados de Los Ángeles y Orange) para facilitar una posible extensión futura hacia Santa Ana, y Disneyland en el condado de Orange; eventualmente se conectaría con el tranvía OC Streetcar en actual construcción, que también utiliza parte del derecho West Santa Ana Branch del antigua vía de Pacific Electric.